# 劉延豊
劉 延豊（Yanfeng Liu）は、起業家。TVision Insightsの共同創業者。マッキンゼーアンドカンパニーを経て、マサチューセッツ工科大学にてMBAを取得。グロービス経営大学院大学の講師や東京工業大学の講師を務めた。